# Patricia Rozema
Patricia Rozema (ur. 20 sierpnia 1958 w Kingston) – kanadyjska reżyserka, scenarzystka i producentka filmowa i telewizyjna. Tworzy kino feministyczne, często odwołujące się do wątków lesbijskich. Sama reżyserka żyje w związku z kompozytorką Lesley Barber, z którą wychowują razem dwoje dzieci.
Jej lesbijska love story Gdy zapada noc (1995) startowała w konkursie głównym na 45. MFF w Berlinie. Mansfield Park (1999) był zaś rewizjonistyczną wersją klasycznej powieści autorstwa Jane Austen.